# Codex Forster

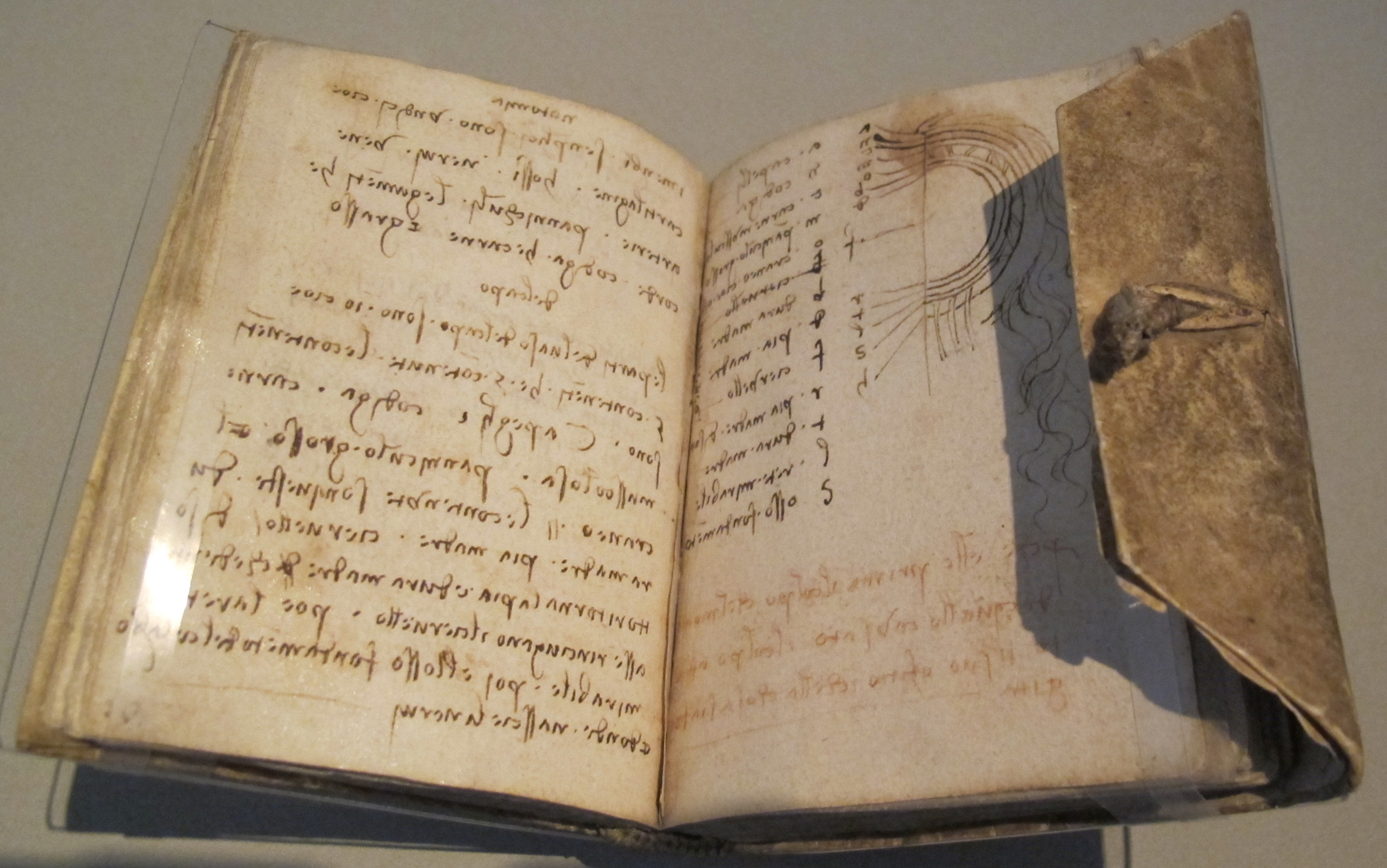
Codex Forster III im Originaleinband mit Knebelholz als Verschluss.

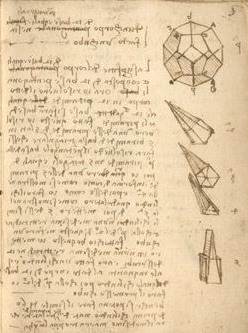
Folio 7r aus dem Codex Forster I mit Studien zur euklidischen Geometrie.

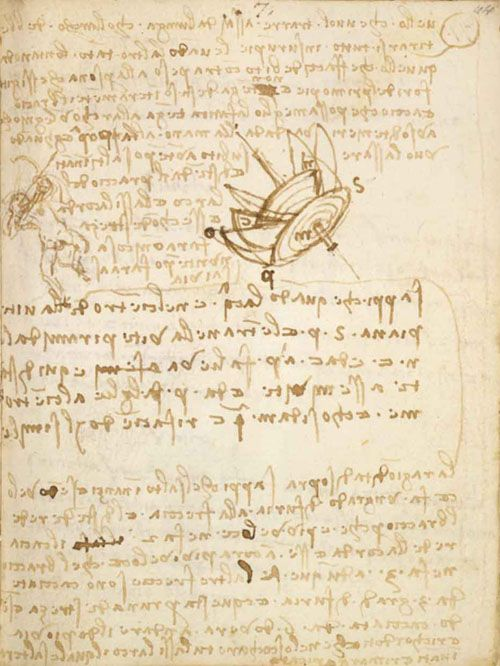
Folio 44r aus dem Codex Forster I mit Studien zur Mechanik.

Der Codex Forster ist eine gebundene Sammlung von Blättern mit Notizen, Skizzen und Zeichnungen des italienischen Renaissancekünstlers, Architekten, Anatom, Mechaniker, Ingenieur und Naturphilosophen Leonardo da Vinci (1452–1519).

## Name
Den Namen Codex Forster erhielt die Handschrift durch den englischen Schriftsteller und Biographen John Forster (1812–1876), der das Werk im Jahr 1876 dem Victoria and Albert Museum hinterließ.

## Inhalt
Der Kodex besteht aus fünf Manuskripten in drei Einbänden (Forster I bis III) mit insgesamt 354 Blättern. Es wird etwa auf den Zeitraum 1493 bis 1505 datiert. Leonardo verfasste den Text in der für ihn charakteristischen Spiegelschrift und versah ihn mit zahlreichen Zeichnungen und Skizzen.
Forster I

Der Codex Forster I besteht aus zwei Manuskripten mit insgesamt 101 Blättern im Format von etwa 10 cm × 14,5 cm. Der Inhalt des ersten Manuskriptes, datiert um 1487 bis 1490, enthält Studien zur euklidischen Geometrie und Stereometrie, die Leonardo da Vinci wohl unter der Anleitung des Mathematikers Luca Pacioli (um 1445–1514 oder 1517) anfertigte. Es ist eines der wenigen Manuskripte Leonardos, die streng strukturiert sind. Die zweite Handschrift, datiert um 1505, enthält überwiegend Studien zur Hydraulik, wie der archimedischen Schraube, sowie eine Reihe chemischer Rezepturen. Die chemischen Arbeiten gehen möglicherweise auf Leonardos Freund und Mitarbeiter, den Metallurgen und Alchemisten Tommaso Masini zurück.
Forster II

Der Codex Forster II enthält zwei Manuskripte mit insgesamt 159 Blättern im Format von etwa 7 cm × 9,5 cm. Das erste Manuskript, datiert um 1497, zeigt Abhandlungen zur Mechanik, Studien von Zierknoten und Geflechten und Skizzen zur Architektur. Das zweite, datiert um 1497, enthält Aufzeichnungen zu Leonardos Untersuchungen zu Themen der Physik und Mechanik, wie Kraft, Masse und Bewegung.
Forster III

Der Codex Forster III besteht aus 94 Blättern im Format von etwa 6 cm × 9 cm. Es hat den Charakter eines Notizbuchs für spontane, alltägliche Notizen und Skizzen. Leonardo pflegte seine Skizzen und Entwürfe, aber auch Ideen und Gedanken, in gebundene Skizzen- und Notizbüchern festzuhalten. Es wird berichtet, dass er ein solches Buch stets an seinem Gürtel trug. Das Werk zeigt die bemerkenswerte Vielfalt von Leonardos Interessen und enthält unter anderem Entwürfe von Fabeln und Parabeln, Studien für das Reiterdenkmal des Francesco Sforza sowie Landkarten und Stadtpläne.

## Geschichte
Die meisten Manuskripte und Zeichnungen Leonardo da Vincis wurden nach dessen Tod von seinem Schüler und Erben Francesco Melzi (um 1491/92 – um 1570) in seiner Villa bei Vaprio d’Adda verwahrt. Sein Sohn Orazio Melzi erbte die Unterlagen im Jahr 1570. Der Codex Forster, wie auch andere Handschriften von Leonardo da Vinci, wurde von Orazio Melzi dem Bildhauer Pompeo Leoni (1533–1608) gegeben, der sie dem Grafen Galeazzo Arconati verkaufte.
Im Jahr 1637 gelangte das Werk durch Schenkung in den Bestand der Biblioteca Ambrosiana in Mailand. In den Unterlagen der Bibliothek Ambrosiana erscheint der Kodex zum letzten Mal in einer Liste der Arconati-Schenkung aus dem Jahr 1674.
Es verschwand aus der Biblioteca  Ambrosiana um 1700. Im Jahr 1873 gelangten die Manuskripte in den Besitz des englischen Schriftstellers John Forster, aus dessen Nachlass sie 1876 das Victoria and Albert Museum in London erhielt.